# Dvor, Šmartno pri Litiji
Dvor este o localitate din comuna Šmartno pri Litiji, Slovenia.